# Anchitherium
Genre
Anchitherium est un genre fossile d'équidés qui a été découvert en Amérique du Nord et en Eurasie. Il vivait il y a approximativement 20 Ma, durant le Miocène.

## Description
Les deux caractéristiques les plus notables, en comparaison des équidés actuels sont sa tridactylie et la forme de ses dents.
Les dents disposent d'une crête d'émail plus complexe que celle des ancêtres présumés d'Anchitherium mais moins que celle des équidés actuels. De plus, elles se différencient aussi avec les équidés actuels par la faiblesse de hauteur de la couronne. On en déduit qu'Anchitherium devait être un brouteur de feuilles tendres. Les prémolaires ont, contrairement à ses ancêtres présumés, la même forme que les molaires et sont par conséquent difficiles à différencier.
La taille de leurs jambes et leurs trois doigts ne favorisent pas une grande vitesse de course. Ces caractéristiques permettaient cependant peut-être une meilleure accélération et la possibilité de changer de direction plus facilement sur certains terrains. Dès lors, on suppose que ces animaux préféraient les terrains plus boueux et forestiers. Anchitherium ne bénéficiait pas des caractéristiques de butée des pieds des équidés actuels permettant de se tenir debout sans dépense d'énergie, propriétés qui leur permettent de dormir debout.

## Répartition
Apparu au Miocène inférieur en Amérique du Nord, il se serait par la suite répandu en Asie jusqu'en Europe via la Béringie. Il serait l'ancêtre de Sinohippus une espèce plus grande. Au Miocène, l'abondance de ses fossiles suggère qu'il était largement répandu sur ces continents. Il mesurait adulte environ 60 cm au garrot[réf. nécessaire]. Anchitherium a été supplanté il y a environ 15 Ma.
Au moins quatre types de fossiles ont été différenciés dont les fossiles appelés A. clarenci, trouvés au Canada, aux États-Unis, au Panama, en République populaire de Chine, au Kazakhstan, en Russie, en Turquie, en Serbie, en Autriche, en Allemagne, en Suisse, en France, en Espagne et au Portugal. On a retrouvé en France, des fossiles appelés A. aurelianense (c'est-à-dire de l'Orléanais) notamment dans les sables de l'Orléanais (Baigneaux, Chevilly, Neuville-aux-Bois, Chilleurs-aux-Bois) et dans les Faluns de Touraine.

## Histoire évolutive
Anchitherium représentait une branche collatérale dans l'évolution du genre Equus qui devait aboutir aux chevaux actuels. Ce genre pourrait avoir vécu il y a entre 5 et 23 Ma.

## Taxonomie
Il a été décrit sous ce nom pour la première fois en 1844 par von Meyer. Le fossile type est A. ezquerrae découvert en Espagne. Anchitherium est une composition signifiant proche de la bête, il est construit à partir de deux racines de grec ancien θηρίον / thêrion qui signifie « animal sauvage » et anchi qui signifie « près de, voisin ». Cette première racine se retrouve dans Theria, un des groupes qui compose les mammifères.

## Galerie photographique

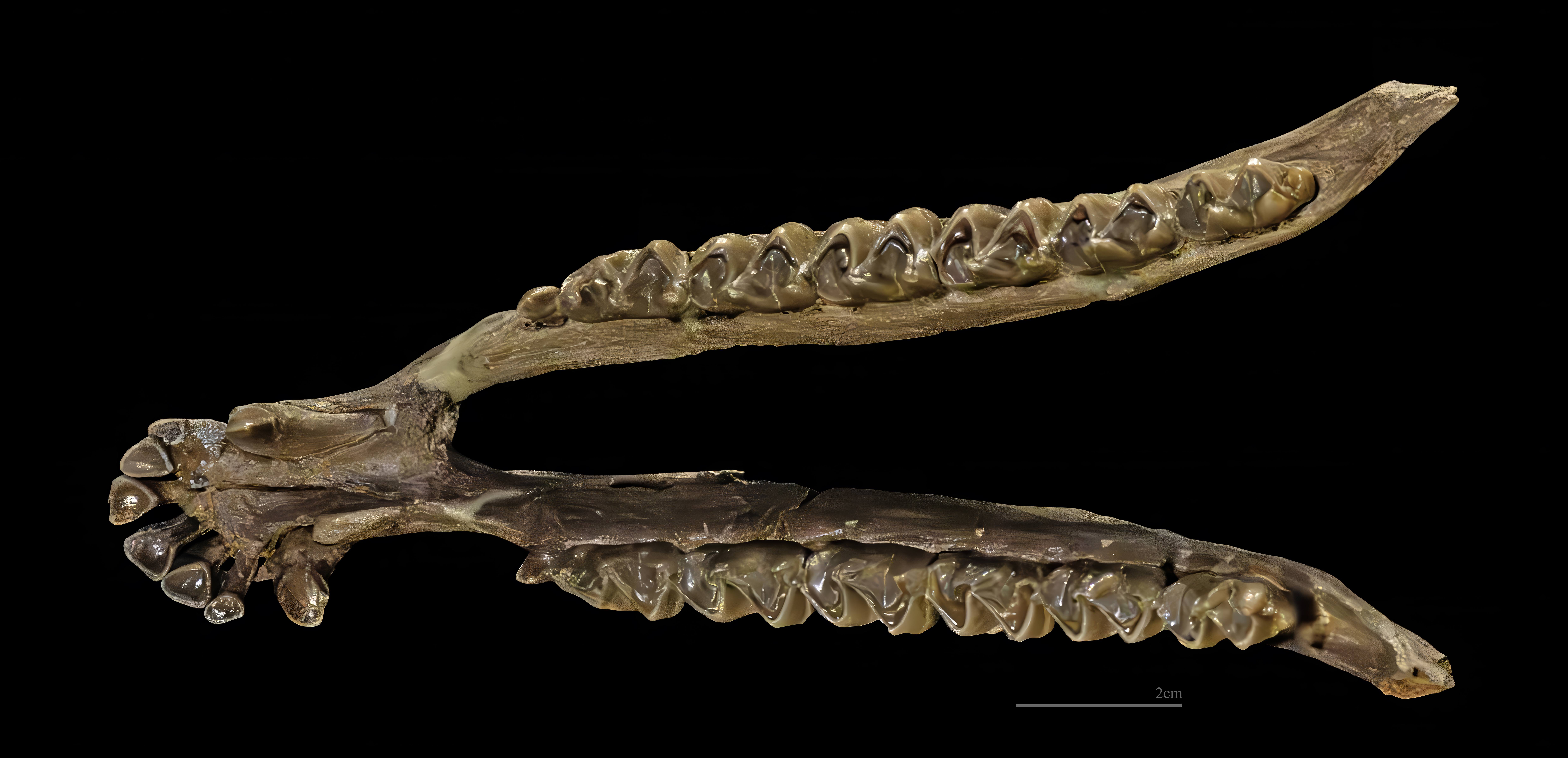
Anchitherium aurelianense Mandibule complète - Burdigalien MHNT